# Cymadusa vadosa
Cymadusa vadosa is een vlokreeftensoort uit de familie van de Ampithoidae. De wetenschappelijke naam van de soort is voor het eerst geldig gepubliceerd in 1967 door Imbach.